# Nikołaj Puszkow
Nikołaj Wiktorowicz Puszkow, ros. Николай Викторович Пушков (ur. 28 listopada 1946 w Tambowie) – rosyjski szachista i sędzia klasy międzynarodowej (International Arbiter od 1998), arcymistrz od 1994 roku.

## Kariera szachowa
Odniósł kilka sukcesów w turniejach międzynarodowych, m.in. trzykrotnie w Orle (I miejsca w latach 1992, 1995 oraz 2001, dz. I-II miejsce w 1998). W 2002 r. zwyciężył w Azowie, w 2003 – w Ługańsku oraz w Kamieńsku, natomiast w 2009 – w Rubiżnem.
Największe sukcesy odniósł w kategorii "weteranów" (szachistów powyżej 60. roku życia), zdobywając dwa medale indywidualnych mistrzostw Europy: złoty (Kowno 2012) oraz brązowy (Płowdiw 2013). Był również wielokrotnym medalistą drużynowych mistrzostw Europy w tej kategorii wiekowej (m.in. trzykrotnie złotym w latach 2009, 2011, 2012).
Najwyższy ranking w karierze osiągnął 1 października 2000 r., z wynikiem 2562 punktów zajmował wówczas 40. miejsce wśród rosyjskich szachistów.